# 일본의 우주 개발

Mu 로켓

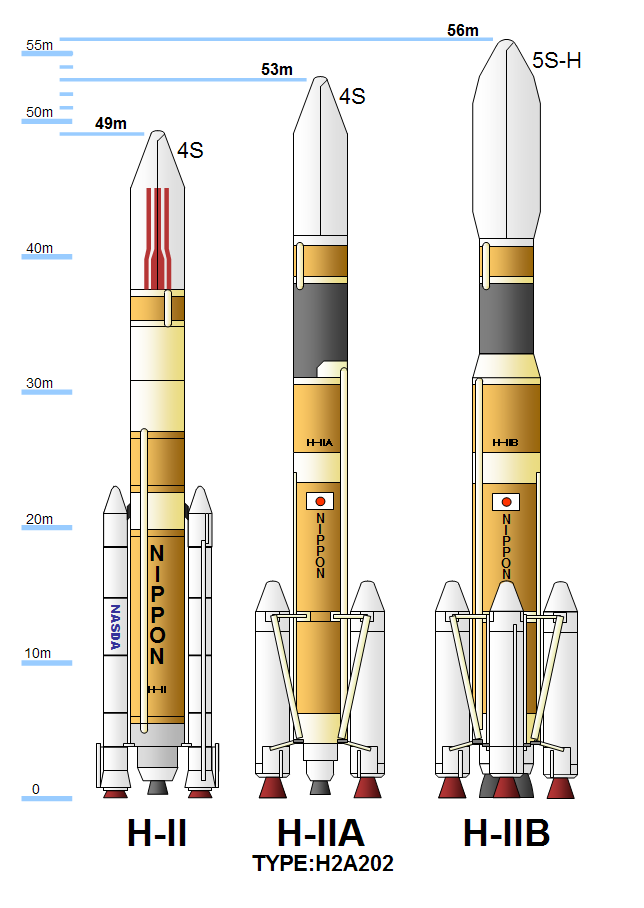
H-II, H-IIA, H-IIB

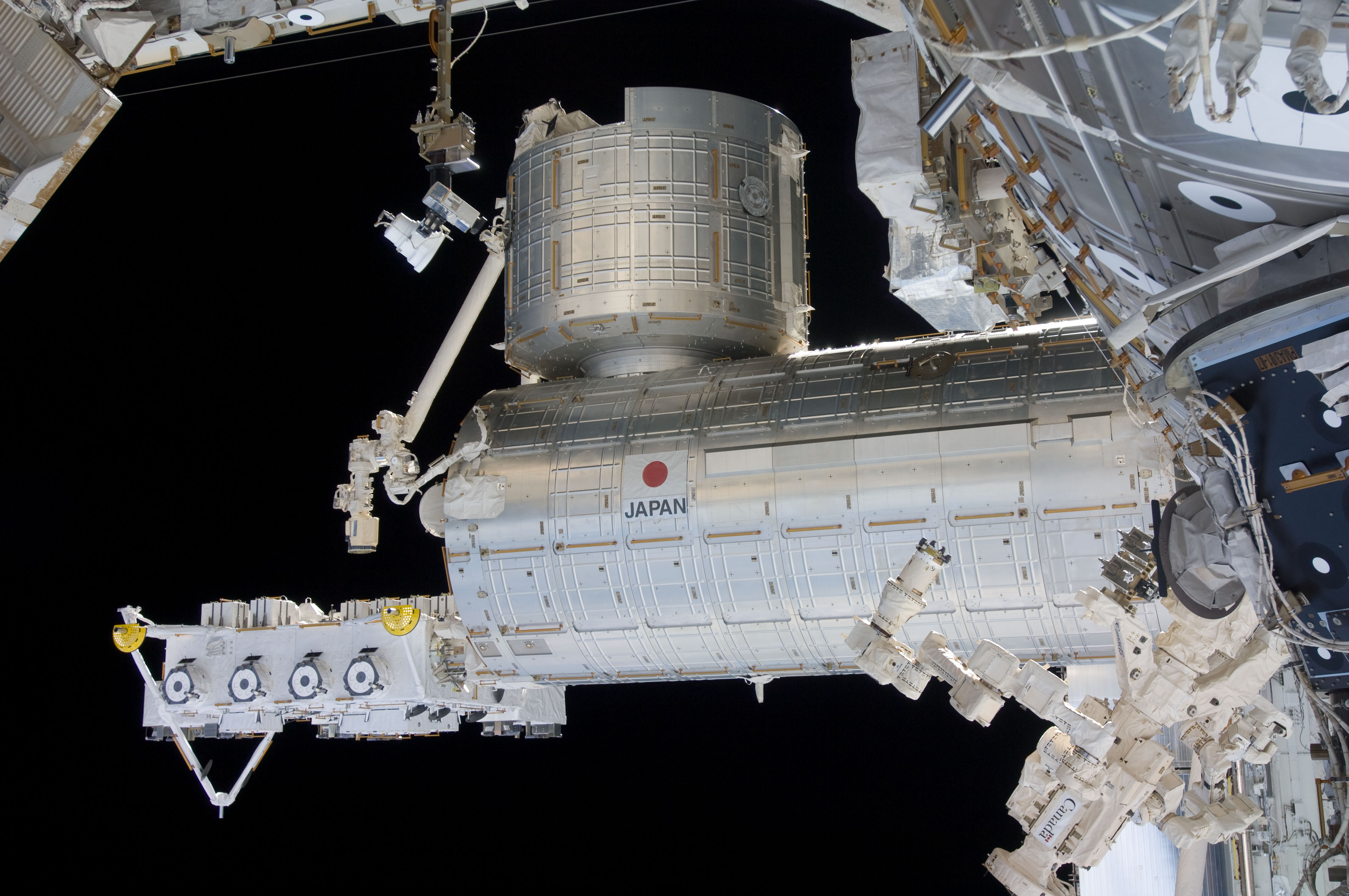
키보 모듈

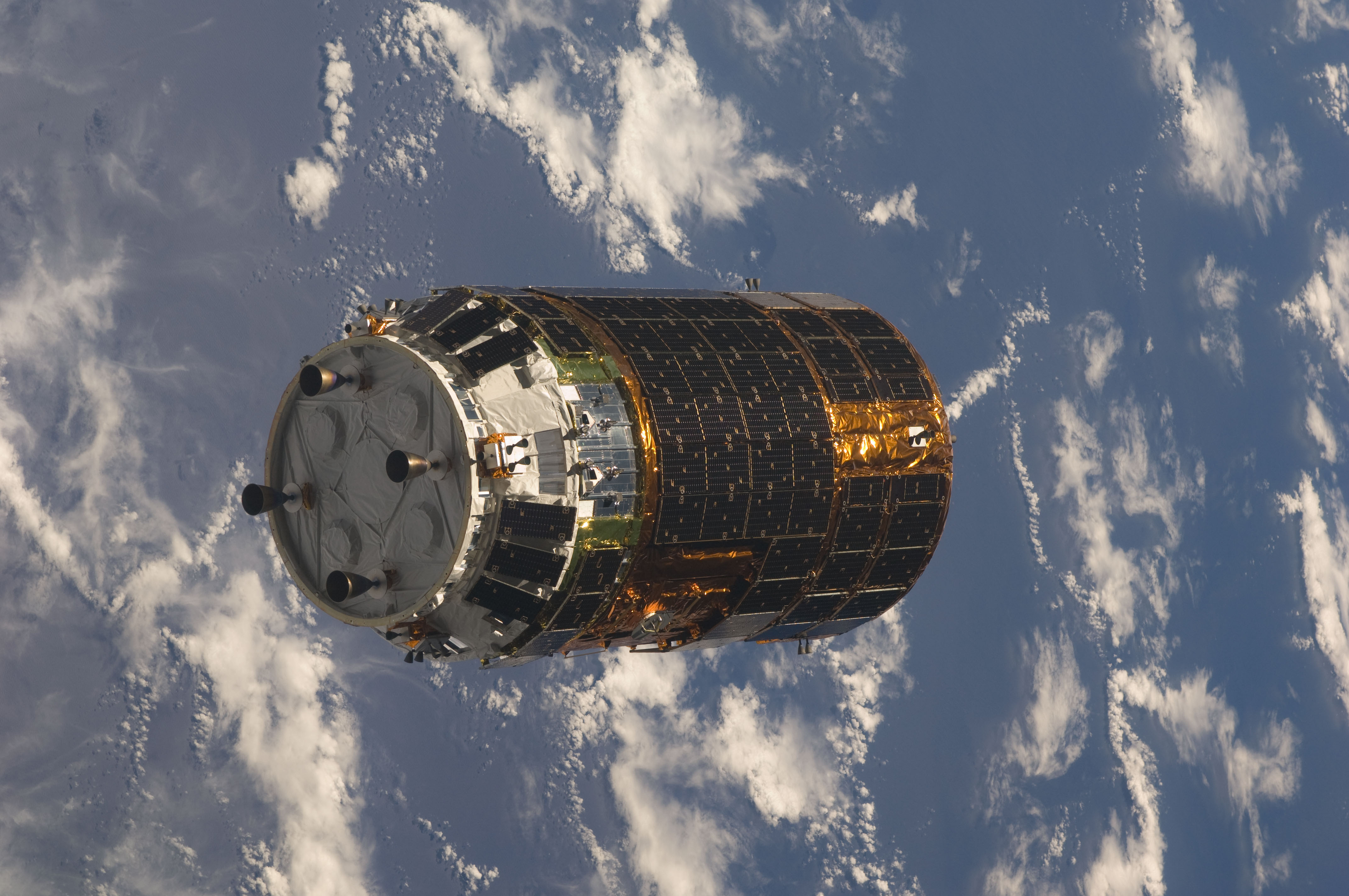
HTV

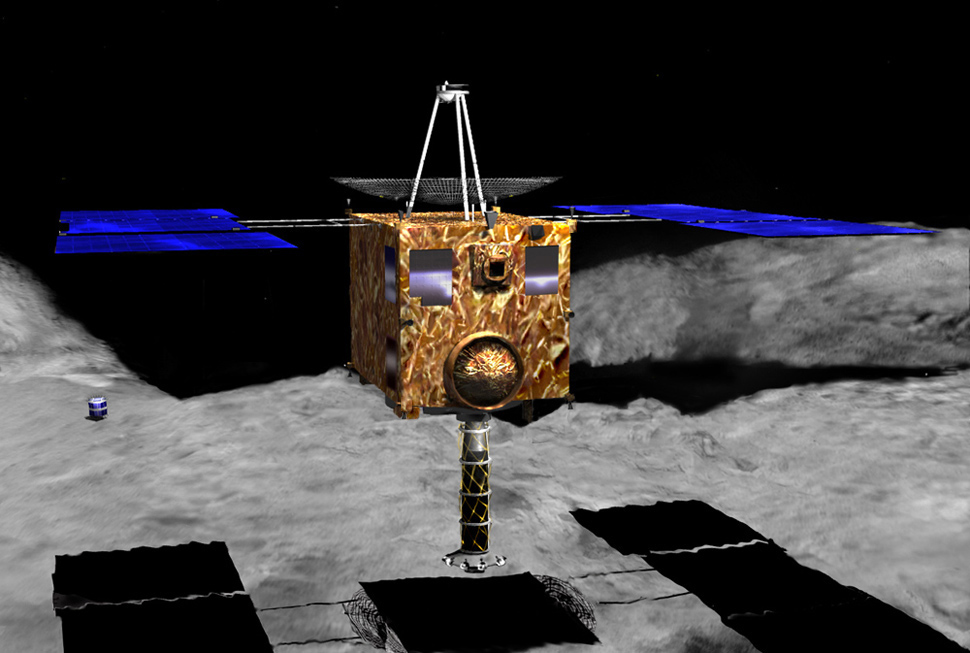
하야부사

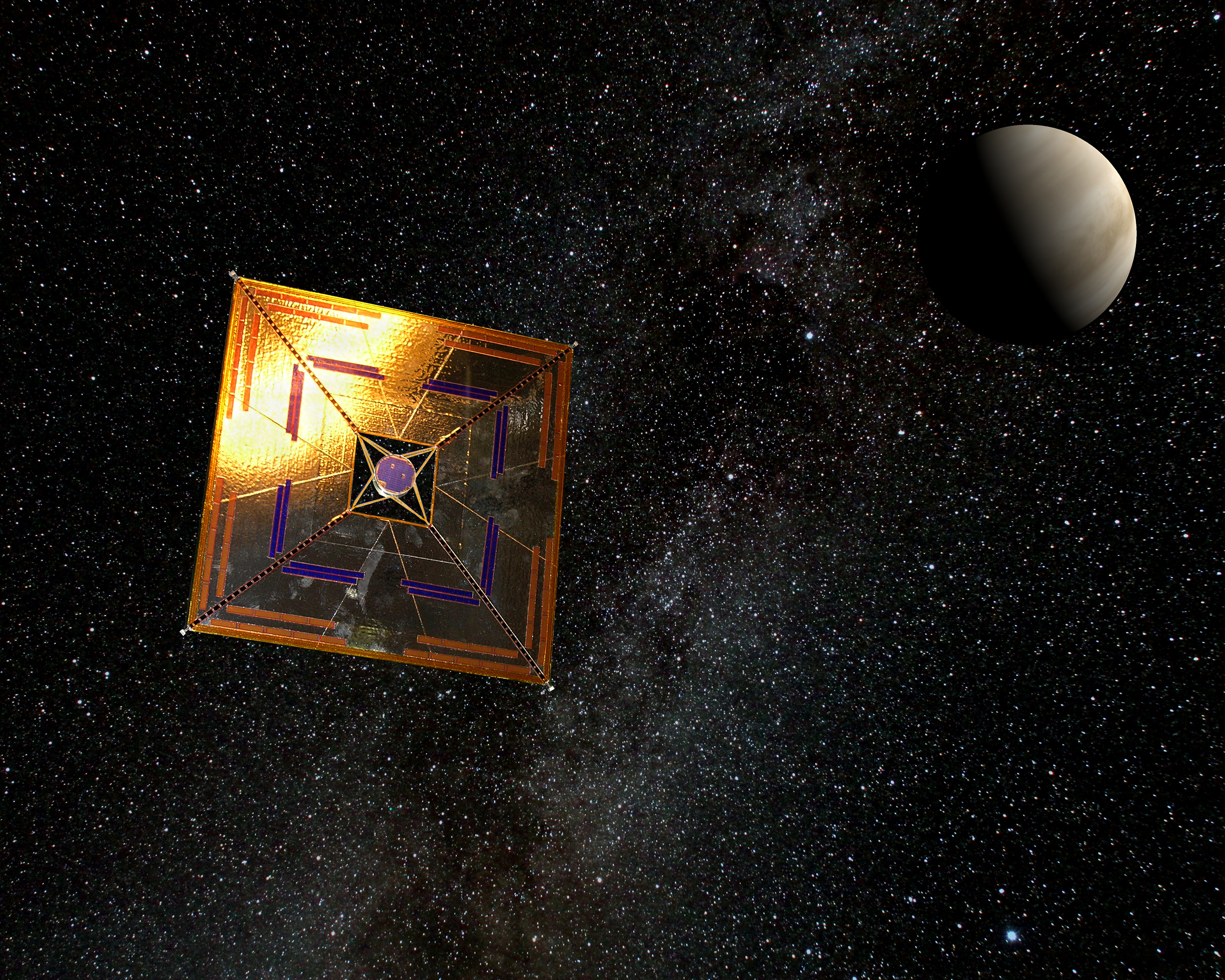
이카로스

이 문서는 일본이 개발한 우주발사체의 연혁이다.

## 역사
일본의 우주개발에는 저궤도 소형위성을 발사하기 위해서 개발된 고체연료 로켓과, 정지궤도 대형 실용위성을 발사하기 위해서 개발된 액체연료 로켓의 2개의 흐름이 있다.
람다 4S는 도쿄대학 우주항공연구소가 개발한, 일본 최초의 우주발사체이다. 4단 고체로켓이다. 1966년 9월 26일 초도비행했으며, 1970년 2월 11일 일본 최초의 인공위성 오스미 위성을 발사하는데 성공했다. 람다 4S는 미국의 스카웃로켓과 매우 흡사하다. 스카웃로켓은 고체연료를 기반으로 하는 세계 최초의 총 4단형 우주발사체로서, 1961년 2월에 궤도 비행을 성공, 무게 7 kg인 익스플로러 9호 인공위성을 발사했다. 
람다 4S는 Pencil rocket의 개발로 시작되었다. 이후에는 8종류의 Mu rocket 시리즈로 대형화되었다. Mu rocket 시리즈의 마지막 모델이 M-V이다. 그러나, 일본은 우주개발사업 전반의 "고비용 저효율" 구조를 극복하지 못하고 결국 미국의 고체로켓모터인 캐스터120(SR-118)을 라이선스 생산하여 엡실론 로켓을 제작하게 되었다.
N-I/2는 일본의 액체연료기반 소형로켓으로, 미국의 델타 로켓을 라이선스 생산한 로켓이다. 일본 액체연료 로켓의 원형이라고 볼 수 있다. 1970년대에 비교적 기술적으로 난이도가 떨어지는 고체로켓 개발에는 성공한 일본이었지만, 기술적으로 난이도가 높은 액체연료로켓 개발은 오랜기간 미국에 의존하는 형태로 이뤄졌다. MTCR 체제가 구축되기 이전으로, 냉전시절 소련과 중국에 대항하기 위하여 미국이 일본의 로켓개발을 지원했다는 것이 정설이다. 일본은 무려 17년간에 걸쳐 미국 델타의 1단 엔진 MB-3-3(로켓다인LR-79)을 사용했다. 또한 군사용으로 전용가능한 캐스터 고체로켓모터 역시 고체부스터 형태로 라이선스 생산하였다. 캐스터120(SR-118)은 차후에 엡실론 로켓의 1단으로 사용된다. 일본의 우주개발이 처음부터 미국의 통제하에 진행되어 왔음을 알 수 있다.
H-I(H-1)는 미국이 저작권을 갖고 있는 고체부스터와 1단 엔진, 일본의 2/3단 엔진으로 구성된 인공위성 발사용 액체연료기반의 소형로켓이다. N-1/2의 후속이다. 상징적인 면에서, 한국으로 치면 나로호에 해당한다. 후에 일본 자국산 로켓인 H-2로 대체되었다. 그러나 H-2는 기술적인 안정화에 실패하였다. 결국 미국산 부품 등을 다시 도입하여 기술적으로 완성도를 높였고, 이 발사체가 H-2A/B이다. H-I의 1단 엔진은 원래 미국이 델타 1000을 위해 개발했던 토르-ELT(로켓다인LR-79) 엔진이었다. 2단 엔진은 일본이 독자 개발한 LE-5 엔진을 사용했다. 정지 천이 궤도로 위성을 보내기 위해서는 닛산에서 개발한 UM-129A 고체로켓모터를 3단으로 사용했다. 위성의 무게에 따라서 6개 또는 9개의 미국 캐스터 고체로켓모터를 부스터로 사용하였다.
H-II(H-2)는 정지궤도 위성을 발사할 목적으로 개발된, 일본의 액체연료기반 중형발사체이다. H-1의 후속이다. H-1 개발에 이르러, 일본은 로켓 상단의 엔진(LE-5) 개발에 성공하였다. 1단 엔진인 LE-7은, 가스발생 사이클방식의, 액체수소를 연료로 사용하는 미국의 로켓다인 J-2 계열 엔진을 구입하여 다단연소사이클 방식으로 개량한 것으로 추측된다. 1단 엔진 개발의 노하우가 전혀 없었던 일본이, 당시 최고 성능의 엔진을 개발(제작)하고자 하였기 때문에, 엔진의 개발만으로 10년이나 걸렸다. 이마저 결국 실패, 설계미스에 의한 터보펌프 이상으로 이어졌다. 이는 로켓의 비행중 추락으로 이어졌다. 납땜 실수로 엔진에 불이 붙기도 하였다. 결국, 폭등하는 개발비와, 기술적 안정화 실패로 인하여 H-2는 퇴역하였다. 이후 미국산 등의 부품을 토대로 기술적 안정화를 확보한 것이 H-2A이다. 
H-IIA(H-2A)는 정지궤도 위성을 발사할 목적으로 기존의 H-2를 개량한, 일본의 액체연료기반 중형발사체이다. H-2를 전체적으로 재설계하였다. 사실상 기술적으로 안정화된 일본의 첫번째 자국산 로켓이다. 2001년에 최초로 발사되었다. 1단 산화제 및 연료탱크는 독일 MT 에어로스페이스가 공급하고, 2단 산화제 및 연료탱크는 미국 보잉사가 공급한다. 고체연료부스터(SRB)는 미국 티오콜(현재는 노스럽그루먼)이 공급하는 캐스터120(SR-118)이다. 이는 소형 고체발사체 엡실론 로켓의 1단 고체로켓모터로도 사용된다. 소형 보조 고체연료부스터(SSB) 역시 티오콜(노스럽그루먼)이 공급하는 캐스터4이다. 매우 고가였기 때문에 수입을 멈추었다.
H-IIB(H-2B)는 H-IIA(H-2A)를 개량한, 일본의 액체연료기반 중형발사체이다. 일본의 우주발사체중 가장 대형이었다. H-2A에서 달라진 점은, 1단 엔진이다. 즉, H-2A의 1단 엔진은 추력 100t급의 미쓰비시 LE-7A 엔진 1개를 사용하나, H-2B는 2개를 사용했다. H-2B는 총 9기 발사되어 모두 성공했다. 그러나, 일본 우주산업의 고질적인 문제점으로 지적되고 있는 "고비용 저효율" 구조를 극복하고자, H-2B는 2020년 5월 20일 (UTC) HTV-9 호기 발사를 마지막으로 퇴역하였고, 그 후속으로 H3가 개발중이다.
H3는 H-2A의 후속 발사체이다. 2023년 2월 17일 첫 시험 발사에 실패하였다. 전기계통 이상으로 인한 고체부스터(SRB-3)의 정상적인 연소 실패가 원인이었다. 첫 시험 발사는 메인 엔진과 부스터가 점화를 하고, 카운트다운에 들어갔기 때문에 명확하게 실패이다. 기상악화, 또는 기계 이상을 미연에 확인하여 발사를 연기하는 것을 취소 또는 중지라고 한다. 2023년 3월 7일의 2차 시험 발사 역시 실패하였다. 2단 엔진 점화의 실패가 원인이었다. 로켓은 결국 절차에 따라 폭파시켰다.                                
H3에는 H-2A/B의 코어 엔진인 LE-7A와는 다른, 새로이 개발된 LE-9 엔진이 1단에 적용된다. 경제성을 고려한 설계로, 고비용 설계의 원인이었던 기존 LE-7A에 적용된 다단연소사이클 방식을 버렸다. 설계의 단순화를 토대로 추력은 100t급인 LE-7A보다 큰 150t급으로 확장하였다. 팽창식 블리드 사이클이라는 일본 독자의 설계를 채용하였으나, 그 성능은 아직 검증되지 않았다. 개발에 난항이 있었고, 재설계를 거쳤다. 액체수소연료를 사용하는 동급의 엔진으로는 프랑스(ESA)의 벌케인2가 있다. 프랑스는 벌케인1을 1996년에 첫 비행시켰으며, 그로부터 9년 뒤인 2005년에 벌케인2를 비행시켰다. H3의 고체부스터(SRB)로는 미국 티오콜(노스럽그루먼)의 라이선스 생산인 SRB-A3를 개량한, SRB-3가 사용된다. 로켓 생산 방식에 있어서는 H-2A/B보다 더욱 외국(미국)에 의존하는 방식을 채택한다. H3는 H-2A/B에서 기술적으로 도약한 모델은 아니다. 오히려 경제성을 중요시한 설계였으나, 액체수소연료를 사용하는 점과, 고체부스터에 의존하는 구식 설계는 H3의 상업성을 매우 취약하게 만드는 한계점이다. JAXA 등은 H-2A에 비해 H3의 생산비용을 절반으로 떨어뜨려 세계 상업용 시장에 투입하겠다는 목표를 세우고는 있으나, 목표치의 생산비용을 달성하여도 스페이스X의 펠컨9보다 2배에 육박한다. H3는 결국 구조적 한계를 극복하지 못하고, H-2, H-2A/B와 함께 일본 자국내 위성수주용 로켓으로만 사용될 가능성이 매우 크다. 프랑스(ESA) 역시 H3와 구조적으로 매우 흡사한 아리안6를 새롭게 개발중이나, 액체수소연료를 사용하는 구식설계의 한계점을 인식하고 메테인을 연료로 사용하는 프로메테우스 엔진(추력 100t급)을 2017년부터 개발중에 있으며, 이를 토대로 재사용 발사체 개발을 서두르고 있다. 프랑스(ESA)가 개발중인 재사용 발사체(아리안 넥스트)는, 그 설계 방식과 개발 일정에 있어서 한국의 차세대 발사체 개발사업과 매우 흡사하다. 액체수소연료를 기반으로 하는 로켓의 종주국 미국은, 이미 자국의 주력 로켓 포트폴리오에서 액체수소 기반의 델타를 퇴역시켰다.                           
이외에도, 일본 JAXA는 우주실험 시설 키보와, 우주화물선HTV를 운용하고 있으며, 2010년 6월 하야부사가 세계 최초로 달 이외의 천체 물질 (소행성 25143 이토카와의 물질)을 채취 해 지구로 귀환했다. 2010년 7월 이카로스가 세계 최초로 우주 공간에서 태양 범선 추진을 성공시켰다               
로켓의 역사       
- 1955년 3월 11일 Pencil 로켓 계열 최초발사. 일본의 우주 개발의 시작. 일본이 개발한 최초의 시험 로켓. 고체연료.
- 1955년 8월 23일 Baby 로켓 계열 최초발사. 일본이 개발한 최초의 관측 로켓. 고체연료.
- 1956년 9월 24일 Kappa 로켓 계열 최초발사. 1988년까지 운용되었다. 고체연료.
- 1963년 8월 10일 LS-A 로켓 최초발사. 일본이 개발한 최초의 시험용 액체연료 로켓.
- 1963년 8월 24일 Lambda 로켓 계열 최초발사. 고체연료.
- 1966년 10월 31일 Mu 로켓 계열 (M-1 로켓) 최초발사. 고체연료.  닛산 자동차 우주항공사업부.
- 1968년 9월 19일 LS-C 로켓 최초발사 . 시험용 액체연료 로켓.
- 1969년 8월 17일 M-3D 로켓 최초발사. Mu 로켓 최초의 인공위성 궤도 진입시도.  닛산 자동차 우주항공사업부.
- 1970년 2월 11일 람다 4S 발사성공. 일본이 개발한 처최의 인공 위성 로켓.  닛산 자동차 우주항공사업부.
- 1971년 2월 16일 M-4S 로켓　최초발사.  닛산 자동차 우주항공사업부.
- 1974년 2월 16일 M-3C 로켓 최초발사.  닛산 자동차 우주항공사업부.
- 1974년 9월 2일 ETV 로켓 최초발사. 시험용 액체연료 로켓.
- 1975년 9월 9일 N-I 로켓 최초발사.  미쓰비시 중공업. 미국 델타 로켓을 라이선스 생산.
- 1977년 2월 19일 M-3H 로켓 최초발사.  닛산 자동차 우주항공사업부.
- 1980년 2월 17일 M-3S 로켓 최초발사.  닛산 자동차 우주항공사업부.
- 1981년 2월 11일 N-II 로켓 최초발사.  미쓰비시 중공업. 미국 델타 로켓을 라이선스 생산.
- 1985년 1월 8일 M-3SII 로켓 최초발사.  닛산 자동차 우주항공사업부.
- 1986년 8월 12일 H-I 로켓 최초발사.  미쓰비시 중공업. 1단 엔진은 미국제 엔진을 라이선스 생산. 2단, 3단, 전자기기는 일본 개발.
- 1994년 2월 4일 H-II 최초발사.  미쓰비시 중공업. 일본이 개발한 최초의 중형액체연료 로켓.
- 1996년 J-I 로켓 최초발사. 고체연료 로켓.
- 1997년 2월 12일 M-V 로켓 최초발사. 고체연료 로켓.  닛산 자동차 우주항공사업부. IHI 에아로스페스.
- 2001년 8월 29일 H-IIA 최초발사.  미쓰비시 중공업.
- 2009년 9월 10일 H-IIB 최초발사. 무인화물우주선 (HTV) 발사체.  미쓰비시 중공업.
- 2013년 9월 14일 엡실론 로켓 최초발사. IHI 에아로스페스.
- 2023년 2월 17일 H3 최초발사. 중대형 액체연료 로켓. 발사 실패.  미쓰비시 중공업.

## 일본의 우주발사체
- 발사 130회, 성공 116회, 성공률 89.2% (N-I와 H-II의 "일부실패"는 "실패"로 꼽았다.)
- 현역 로켓의 성공률 96.2% (H-IIA, Epsilon)
  - 2023년 1월 26일 시점

### 일본의 고체연료우주발사체
| 로켓시리즈 | 로켓            | 길이 m | 직경 m | 무게 t | LEO kg | 연료     | 성공/발사 | 운용기간  |
| ---------- | --------------- | ------ | ------ | ------ | ------ | -------- | --------- | --------- |
| Lambda     | L-4S            | 16.5   | 0.735  | 9.4    | 26     | 고체연료 | 1/5       | 1966-1970 |
| Mu         | M-4S            | 23.6   | 1.41   | 43.6   | 180    | 고체연료 | 3/4       | 1970-1972 |
| Mu         | M-3C            | 20.2   | 1.41   | 41.6   | 195    | 고체연료 | 3/4       | 1974-1979 |
| Mu         | M-3H            | 23.8   | 1.41   | 48.7   | 300    | 고체연료 | 3/3       | 1977-1978 |
| Mu         | M-3S            | 23.8   | 1.41   | 48.7   | 300    | 고체연료 | 4/4       | 1980-1984 |
| Mu         | M-3SII          | 27.8   | 1.41   | 61     | 770    | 고체연료 | 7/8       | 1985-1995 |
| J-I        | J-I             | 33.1   | 1.8    | 88.5   | 870    | 고체연료 | 1/1       | 1996      |
| Mu         | M-V             | 30.7   | 2.5    | 139    | 1800   | 고체연료 | 6/7       | 1997-2006 |
| Epsilon    | Epsilon         | 24.4   | 2.6    | 91     | 1500   | 고체연료 | 5/6       | 2013-현역 |
| S          | SS-520 (개량형) | 9.54   | 0.52   | 2.6    | 4      | 고체연료 | 1/2       | 2017-2018 |

### 일본의 액체연료우주발사체
| 로켓시리즈 | 로켓                  | 길이 m | 직경 m | 무게 t  | LEO kg      | 메인 엔진     | 제1단 연료 | 제2단 엔진 | 제2단 연료 | SRB   | 성공/발사       | 운용기간  |
| ---------- | --------------------- | ------ | ------ | ------- | ----------- | ------------- | ---------- | ---------- | ---------- | ----- | --------------- | --------- |
| N          | N-I                   | 32.6   | 2.44   | 90.4    | 1200        | MB-3×1        | 등유/LOX   | LE-3×1     | A50/N2O4   | 3     | 6/7 (일부실패1) | 1975-1982 |
| N          | N-II                  | 35.4   | 2.44   | 135.2   | 2000        | MB-3×1        | 등유/LOX   | AJ-10×1    | A50/N2O4   | 9     | 8/8             | 1981-1987 |
| H-I        | H-I                   | 40.3   | 2.44   | 139.9   | 2200        | MB-3×1        | 등유/LOX   | LE-5×1     | LH2/LOX    | 9     | 9/9             | 1986-1992 |
| H-II       | H-II                  | 49.9   | 4.00   | 264.0   | 10000       | LE-7×1        | LH2/LOX    | LE-5A×1    | LH2/LOX    | 2     | 5/7 (일부실패1) | 1994-1999 |
| H-II       | H-IIA(202) H-IIA(204) | 53.0   | 4.00   | 289 443 | 10000 15000 | LE-7A×1       | LH2/LOX    | LE-5B×1    | LH2/LOX    | 2 4   | 45/46           | 2001-현역 |
| H-II       | H-IIB                 | 56.6   | 5.20   | 531.0   | 19000       | LE-7A×2       | LH2/LOX    | LE-5B×1    | LH2/LOX    | 4     | 9/9             | 2009-2020 |
| H3         | H3-30 H3-22 H3-24     | TBA    | 5.20   | TBA     | TBA         | LE-9×3 LE-9×2 | LH2/LOX    | LE-5B×1    | LH2/LOX    | 0 2 4 | 0/0             | 개발 중   |